# Скопски народоосвободителен партизански отряд
Скопският народоосвободителен партизански отряд (на македонска литературна норма: Скопски народноослободителен партизански одред) е първата комунистическа партизанска единица във Вардарска Македония, след като областта е включена в границите на Царство България. С това формално започва така наречената Народоосвободителна война на Македония, въпреки че историографията в Северна Македония премълчава за съществуването на отряда по политически причини.

## Дейност
След събранието на скопската организация на Покрайненския комитет на Югославската комунистическа партия за Македония (ПКМ) от 22 юни 1941 година е решено да се започне въоръжена съпротива срещу българската администрация и войска, като до този момент ръководителят на ПКМ Методи Шатаров – Шарло отказва да приеме българската войска за окупаторска. След нападението на Германия над СССР под натиск от страна на Коминтерна обаче, започва изграждането на партизанска организация. На 22 август 1941 година под негово ръководство е формиран Първия скопски партизански отряд в местността Чифлик в парка на Скопие с численост 12 – 13 души от съществуващите дотогава пет диверсантски групи. По-късно групата се разраства до 42 души от смесена народност – македонци - повечето от които сърбомани, сърби, черногорци, хървати, чехи, турци и албанци. Отрядът напада български стражари в Богомила и иззема взривни вещества от мината Радуша край Скопие на 8 септември и същия ден се изтегля на Водно, а на 9 септември в диверсантска база край Вардар. Дни след това се премества и укрива в Скопска Църна гора, развива пропагандна дейност и организира убийствата на дейците на ВМРО Мане Мачков и Крум Панков от Скопие. Отрядът се разпада на 30 октомври 1941 година, някои партизаните влизат нелегално в Скопие, а мнозинството са арестувани заедно с откраднатите оръжия и взривове.
На 17 април 1942 година в подножието на Скопска Църна гора Даме Крапчев и Георги Саздовски формират Втория скопски партизански отряд от 20 души, но след 10 дни са заловени и осъдени от българския съд. Самият отряд е разбит в началото на 1943 година.
От отряда са арестувани четирима души и осъдени на смърт – Любо Лекович – командир между 18 и 31 октомври, Васил Антевски студент в Сорбоната, Чедомир Миленкович – работник от Скопие и Периша Савелич – студент, като последните двама са сърби.

## Участници
| - - Даме Крапчев – политически комисар - Чудомир Миленкович - Боро Боцевски - Невена Георгиева - Благоя Деспотовски - Раде Йовчевски - Стерьо Кранго - Павле Момчилович - Боро Ончев - Александър Смилковски - Светозар Томич - Боро Трайковски | - - Васил Антевски - Роберт Гайдич - Благой Давков - Хамди Демир - Никола Димитровски - Боса Гюрашкович - Васил Зафировски - Илия Якимовски - Антун Колендич - Александър Кръстевски-Юлски - Любомир Лекович | - - Владимир Мацанов - Рамадан Махмут - Кемал Мусли - Негре Новаковски - Среко Петровски - Боро Петрушевски - Решад Мустафа - Периша Савелич - Георги Саздовски - Кемал Сейфула - Александър Спасовски | - - Коце Стояновски - Трайко Стойков - Драган Томич - Александър Урдаревски - Благоя Урдаревски - Драгиша Урдаревски - Хусеин Абдурахман - Хайри Хюсеин - Иван Циганов - Бранислав Шикич |